# Chlü
Die Chlü (Glarner Bezeichnung) ist ein gut acht Kilometer langer Fluss in den Schweizer Kantonen Schwyz und  Glarus, der vom Pragelpass durch das Klöntal fliesst und in den Klöntalersee mündet.

## Name
Im Kanton Schwyz wird der Fluss Chlön genannt, im Kanton Glarus sowie bei der Bundesverwaltung Chlü. Der Name erscheint in den schriftlichen Aufzeichnungen erstmals im Talnamen Klontel (Klöntal) im Jahr 1468. Möglicherweise leitet er sich von urkeltischen *klouni- für 'Wiese, Weide' ab und bezeichnete ursprünglich das Tal.

## Geographie

### Verlauf
Die Chlü entspringt auf dem Gebiet des Kantons Schwyz unterhalb des Pragelpasses als Chlön und überquert kurz darauf die Grenze zum Kanton Glarus bei Richisau, wo sie bis zum Zusammenfluss mit der Rossmatterklön den Namen Richisauerklön annimmt. 
Gemeinsam fliessen diese beiden als Klön und münden bei Vorauen in den Klöntalersee. Sie verlässt diesen als Löntsch. 

### Einzugsgebiet
Das 53,63 km² grosse Einzugsgebiet der Chlü liegt in den Schwyzer Alpen und wird durch sie über die Löntsch, die Linth, die Limmat, die Aare und den Rhein zur Nordsee entwässert.
Es besteht zu 15,8 % aus bestockter Fläche, zu 34,3 % aus Landwirtschaftsfläche, zu 0,4 % aus Siedlungsfläche und zu 49,5 % aus unproduktiven Flächen.
Die Flächenverteilung
Die mittlere Höhe des Einzugsgebietes beträgt 1825,8 m ü. M., die minimale Höhe liegt bei 852 m ü. M. und die maximale Höhe bei 2901 m ü. M.

### Zuflüsse
- Brüschbach (links), 3,9 km, 3,54 km², 0,14 m³/s
- Schartlirus (links), 1,5 km, 1,0 km²
- Rossmatterklön (rechts), 7,4 km, 32,62 km², 1,57 m³/s

## Hydrologie
Bei der Mündung der Chlü in den Klöntalersee beträgt ihre modellierte mittlere Abflussmenge (MQ) 2,48 m³/s. Ihr Abflussregimetyp ist nivo glaciaire und ihre Abflussvariabilität beträgt 17.